# Club Esportiu Roda
El Club Esportiu Roda és un equip de futbol amb seu a Vila-real, al País Valencià. Fundat l'any 1974, juga a Tercera Federació, i celebra els partits a casa a la Ciutat Esportiva Pamesa Ceràmica.
Inicialment dedicat exclusivament al futbol juvenil, el Roda va establir un equip sènior el 1999. El 2006 el club va signar un acord de col·laboració amb el Vila-real CF, compartint les seves plantilles i ajudant en el desenvolupament dels jugadors.

## Història
José Roda, fundador del CE Roda, volia que els seus fills practiquessin esport. És per això que el 1974 va decidir fundar el seu propi club de futbol, que portava el nom del seu cognom.

## Temporada a temporada
| Temporada | Nivell | Divisió    | Lloc | Copa del Rei |
| --------- | ------ | ---------- | ---- | ------------ |
| 1999–2000 | 7      | 2a Reg.    | 3r   |              |
| 2000–01   | 7      | 2a Reg.    | 2n   |              |
| 2001–02   | 6      | 1a Reg.    | 9è   |              |
| 2002–03   | 6      | 1a Reg.    | 14è  |              |
| 2003–04   | 7      | 2a Reg.    | 6è   |              |
| 2004–05   | 7      | 2a Reg.    | 4t   |              |
| 2005–06   | DNP    | DNP        | DNP  |              |
| 2006–07   | 7      | 2a Reg.    | 15è  |              |
| 2007–08   | 7      | 2a Reg.    | 6è   |              |
| 2008–09   | 7      | 2a Reg.    | 10è  |              |
| 2009–10   | 7      | 2a Reg.    | 8è   |              |
| 2010–11   | 7      | 2a Reg.    | 4t   |              |
| 2011–12   | 7      | 2a Reg.    | 2n   |              |
| 2012–13   | 7      | 2a Reg.    | 4t   |              |
| 2013–14   | 7      | 2a Reg.    | 3r   |              |
| 2014–15   | 7      | 2a Reg.    | 2n   |              |
| 2015–16   | 6      | 1a Reg.    | 1r   |              |
| 2016–17   | 5      | Reg. Pref. | 2n   |              |
| 2017–18   | 4      | 3a         | 11è  |              |
| 2018–19   | 4      | 3a         | 8è   |              |

| Temporada | Nivell | Divisió | Lloc    | Copa del Rei |
| --------- | ------ | ------- | ------- | ------------ |
| 2019–20   | 4      | 3a      | 12è     |              |
| 2020–21   | 4      | 3a      | 2n / 5è |              |
| 2021–22   | 5      | 3a RFEF | 7è      |              |
| 2022–23   | 5      | 3a Fed. | 5è      |              |
| 2023–24   | 5      | 3a Fed. | 9è      |              |
| 2024–25   | 5      | 3a Fed. | 2n      |              |

- 4 temporades a Tercera Divisió
- 4 temporades a Tercera Federació /Tercera División RFEF